# 올리브영
올리브영(OLIVE YOUNG, 歐利芙洋)은 대한민국의 CJ올리브영이 운영하는 드러그스토어 체인이다. 2021년 기준 한국 내 다른 드러그스토어인 랄라블라와 롭스 가운데 올리브영이 부동의 1위를 지키고 있다.

## 연혁
- 1999년 올리브영 1호점 신사점 개점
- 2002년 홍콩 자딘 매시슨 그룹 (Jardine Matheson Group)의 데어리 팜 인터내셔널(Dairy Farm International)과 합작 법인 설립
- 2008년 합작 관계 해지 및 CJ㈜ 주식 100% 인수[3][4]
- 2009년 미국 유기농 화장품 브랜드 주스뷰티(Juice Beauty) 브랜드 독자 수입 및 론칭
- 2010년 CJ그룹 통합 멤버십 서비스인 CJ ONE 출시
- 2011년 자체 브랜드 ‘엘르걸’ 론칭
- 2012년 자체 브랜드 ‘식물나라’ 론칭
- 2013년 자체 브랜드 ‘XTM스타일옴므’,  ‘보타닉힐 보’ 론칭
- 2014년 12월 CJ시스템즈와 합병,‘씨제이올리브네트웍스 주식회사’로 사명 변경
- 2015년 자체 브랜드 ‘웨이크메이크(WAKEMAKE)’,  ‘라운드어라운드’ 론칭[5]
- 2018년 자체 브랜드 ‘브링그린’, ‘필리밀리’ 론칭
- 2019년 CJ올리브영 분할

## 주요 사업

### 자체 개발 상품
- 화장소품: 화장솜, 면봉, 손톱깎이, 머리빗, 퍼프
- 미용용품: 선크림, 마스크팩, 코팩, 기초화장품, 색조화장품, 바디케어, 홈프래그런스 등

### 독자 판매 상품
- 직수입 화장품: 코티지, 이브로쉐, 사포렐

### 일반 판매 상품
- 뷰티케어: 스킨케어, 메이크업, 향수, 남성화장품, 뷰티소품
- 헬스케어: 건강기능식품, 건강용품, 구급용품
- 퍼스널케어: 헤어&바디케어, 오랄케어, 위생용품
- 식품: 음료, 과자, 가공식품
- 잡화: 생활용품, 신변용품, 문화상품권

### 과거 독자 판매 상품
- 직수입 화장품: 수킨, 라로립스

## 점포 현황

### 현재
| 지역명 | 해당 지역 점포명(총 1,309개) |
| 강원   | 강릉교동점 / 강릉대학로점 / 강릉입암점 / 강릉점 / 강릉포남점 / 강원대점 / 동해점 / 동해친곡점 / 대명리조트삼척점 / 삼척점 / 속초점 / 더블유시티점 / 원주단구점 / 원주무실점 / 원주중앙로점 / 원주혁신도시점 / 강원대점 / 춘천명동점 / 춘천석사점 / 춘천온의점 / 춘천후평점 / 태백점 / 홍천점 / 횡성점 |
| 경기   | 고양동점 / 고양삼송점 / 고양원당점 / 고양원마운트점 / 고원원흥점 / 고양행신점 / 대화역점 / 라페스타사거리점 / 라페스타점 / 마두역점 / 백석역점 / 삼송역점 / 원흥역점 / 웨스턴돔중앙점 / 일산그랜드점 / 일산백마점 / 일산벨라시티점 / 식사점 / 탄현점 / 풍동점 / 후곡점 / 정발산로점 / 주엽역점 / 주엽점 / 탄현제니스점 / 행신역점 / 화정로데오점 / 과천점 / 광명사거리역점 / 광명소하점 / 광명아브뉴프랑점 / 광명하안점 / 철산역점 / 경기광주점 / 곤지암점 / 광주태전점 / 구리갈매점 / 구리수택사거리점 / 구리수택점 / 구리역점 / 구리인창점 / 구리토평점 / 금정역점 / 롯데피트 인산본점 / 산본점 / 산본학원가점 / 김포감정점 / 김포고촌점 / 김포구래역점 / 김포구래점 / 김포라베니체점 / 김포사우점 / 김포운양점 / 김포장기점 / 김포통진점 / 김포풍무점/ 현대프리미엄아울렛김포점 / 홈플러스김포풍무점 / 남양주도농점 / 남양주마석점 / 남양주별내점 / 남양주장현점 / 남양주청학점 / 남양주화도점 / 별내미리내마을점 / 평내점 / 평내호평역점 / 지행역점 / 뉴코아부천점 / 롯데백화점중동점 / 부천고강점 / 부천북부점 / 부천상동점 / 부천중동점/ 부천시청역점 / 부천신중동점 / 부천심곡점 / 부천역남부점 / 부천역사점 / 부천오정점 / 부천원종점 / 송내남부역점 / 송내로데오점 / 송내북부부점 / 스타필드시티부천점 / 역곡역점 / 올리브영 부천 / 홈플러스부천상동점 / 홈플러스부천여월점 / 가천대점 / 단대오거리역점 / 모란중앙점 / 분당미금2호점 / 분당미금역점 / 분당서현로점 / 분당서현점 / 분당수내점 / 분당아름마을점 / 분당야탑점 / 서판교점 / 서현역점 / 성남수정점 / 성남위례점 / 세이브존성남점 / 신흥역점 / 야탑광장점 / 오리역점 / 위례센터점 / 정자역점 / 태평역점 / 판교도서관점 / 판교아브뉴프랑점 / 판교알파리움점 / 판교유스페이스점 / 광교아브뉴프랑점 / 동수원사거리점 / 동수원점 / 망포역점 / 블라썸파크점 / 수원AK역사점 / 수원AK타운중앙점 / 수원경기대점 / 수원권선점 / 수원금곡점 / 수원망포점 / 수원매탄점 / 수원성대점 / 수원시청역점 / 수원아이파크점 / 수원엘포트몰점 / 수원영통점 / 수원인계점 / 수원장안구청사거리점 / 수원정자점 / 수원중앙점 / 수원천천점 / 수원탑동점 / 수원터미널점 / 수원호매실점 / 아주대삼거리점 / 아주대점 / 홈플러스동수원점 / 홈플러스북수원점 / 배곧신도시점 / 시화점 / 시흥능곡점 / 시흥대야점 / 시흥목감점/ 시흥신천점 / 시흥장곡점 / 홈플러스 시화점 / 롯데마트 안산점 / 상록수역점 / 안산고잔광장점 / 안산고잔점 / 안산서부점 / 안산월피공원점 / 안산점 / 안산중앙역점 / 안산초지점 / 안산한대앞역점 / 홈플러스안산점 / 안산공도점 / 안성점 / 뉴코아아울렛평촌점 / 롯데식품관평촌점 / 범계역사거리점 / 범계역사거리점 / 범계중앙점 / 안양1번가점 / 안양동편점 / 안양일번가지하상가점 / 안양점 / 평촌역사거리점 / 평촌점 / LF스퀘어양주점 / 양주고읍점 / 양주덕정점 / 양평점 / 여주중앙로점 / 연천전곡점 / 오산갈곶점 / 오산세교점 / 오산시청점 / 오산점 / 홈플러스 오산점 / AK기흥점 / 강남대점 / 롯데몰수지점 / 에버랜드점 / 올리브영 수지 / 용인광교점 / 용인구갈점 / 용인구성점 / 용인독뱅점 / 용인동천역점 / 용인보라점 / 용인상현점 / 용인신갈점 / 용인역북점 / 용인연원마을점 / 용인죽전점 / 용인중앙점 / 용인포곡점 / 용인한숲시티점 / 용인흥덕점 / 죽전중앙점 / 의왕역점 / 의왕포일점 / 의정부대로점 / 의정부민락점 / 의정부역점 / 의정부장암점 / 의정부중앙로점 / 홈플러스의정부점 / 회룡역점 / 이천하이닉스점 / 이천중앙로점 / 파주LCD점 / 파주가람점 / 파주교하점 / 파주금릉역점 / 파주금촌점 / 파주당동점 / 파주문산점 / 파주봉일천점 / 파주야당역점 / 파주운정점 / 홈플러스 파주운정점 / 뉴코아아울렛평택점 / 송탄점 / 평택AK역사점 / 평택비전점 / 평택서정점 / 평택소사벌로터리점 / 평택소사벌점 / 평택소사벌점 / 평택안중점 / 평택역점 / 평택청북점 / 포천송우리점 / 포천신읍점 / 포천중앙점 / 미사효성점 / 하남미사점 / 하남시청점 / 하남신장점 / 하남풍산점 / 동탄목동점 / 동탄산척점 / 동탄센트럴파크점 / 동탄솔빛점 / 동탄역점 / 동탄영천점 / 동탄점 / 동탄청계점 / 동탄한빛점 / 병점역 / 수원대점 / 홈플러스 병점점 / 화성남양점 / 화성병점점 / 화성봉당점 / 화성향남로데오점 / 화성향남점 |
| 경남   | 거제고현점 / 거제수월점 / 거제아주점 / 거제옥포점 / 디큐브거제점 / 경남거창점 / 경남고성점 / 김해내외점 / 삼계점 / 아이스퀘어점 / 장유대청점 / 유부곡점 / 장유율하점 / 진영점 / 인제대점 / 홈플러스김해점 / 밀양삼문점 / 밀양점 / 경남사천점 / 사천벌리점 / 양산남부시장점 / 양산덕계점 / 물금점 / 범어점 / 양산덕계점 / 양산물금점 / 양산범어점 / 양산서창점 / 양산석산점 / 양산점 / 갤러리아진주점 / 경상대점 / 진주과기대점 / 진주중앙점 / 진주지하상가점 / 진주초전점 / 진주평거점 / 진주하대점 / 진주혁신도시점 / 홈플러스진주점 / 경남대점 / 마산내서점 / 마산산호점 / 마산창동점 / 합성점 / 진해석동점 / 진해용원점 / 진해하나로마트점 / 창원고인돌사거리점 / 창원대방점 / 창원도계점 / 창원상남점 / 창원소답점 / 창원시티세븐점 / 창원역점 / 창원용호점 / 창원팔용점 / 홈플러스창원점 / 창원진해점 / 통영무전점 / 통영죽림점 / 함안가야점 |
| 경북   | 경산사동점 / 경산시장점 / 경산하양점 / 대구대학교점 / 영남대점 / 홈플러스 경산점 / 경주성건점 / 경주점 / 구미봉곡점 / 구미상모점 / 구미역점 / 구미오태점 / 구미옥계점 / 구미인동점 / 구미진평점 / 구미형곡점 / 구미확장단지점 / 홈플러스 구미점 / 김천시청점 / 김천점 / 김천혁신도시점 / 문경시청점 / 상주점 / 안동옥동점 / 안동옥동주공점 / 안동점 / 안동정하점 / 경북영주역점 / 경북영주점 / 영천시청점 / 경북도청신도시점 / 경북울진점 / 경북왜관점 / 칠곡석적점 / 포항그랜드애비뉴점 / 포항문덕점 / 포항세명기독병원점 / 포항이동점 / 포항장성점 / 포항중앙점 / 포항지곡점 / 포항하나로클럽점 |
| 광주   | 광주선운지구점 / 광주송정역점 / 수완점 / 신가점 / 신창점 / 장덕점 / 첨단점 / 광주하남2지구점 / 광주하남콤럼버스점 / 메가박스광주첨단점 / 봉선삼익점 / 봉선점 / 진월점 / 엔씨웨이브점 / 충장로1가점 / 충장로3가점 / 충장로점 / 학동점 / 황금점 / 조선대점 / NC광주역점 / 광주두암점 / 광주매곡점 / 광주문흥점 / 광주북문대로점 / 광주양산점 / 광주용봉지구점 / 광주운암점 / 광주일곡점 / 광주첨단2지구점 / 전남대점 / 전남대중앙점 / 홈플러스동광주점 / 광주518공원점 / 광천점 / 금호지구점 / 동천점 / 상무역점 / 시청로점 / 치평점 / 평화공원점 / 평화방송점 / 풍암점 / 화정점 / 씨지브이광주터미널점 / 효천지구점 |
| 대구   | 대구대명점 / 대구앞산점 / 계명대점 / 대구감삼DI점 / 대구두류점 / 대구상인대로점 / 대구상인서로점 / 대구상인점 / 대구서뷰정류장점 / 대구성서모다점 / 대구용산점 / 대구월성점 / 대구이곡점 / 대구죽전점 / 대구진천점 / 홈플러스성서점 / 대구세천점 / 대구옥포점 / 대구죽곡점 / 대구테크노폴리스점 / 대구화원점 / 대구동호점 / 대구신서점 / 대구율하점 / 대구이시아폴리스점 / 동대구역사점 / 동대구터미널점 / 경북대점 / 대구구암점 / 대구금호점 / 대구대현점 / 대구보건대점 / 대구복현네거리점 / 대구칠곡점 / 대구칠성점 / 대구침산점 / 대구태전점 / 홈플러스 칠곡점 / 대구평리점 / 대구만촌네거리점 / 대구만촌점 / 대구범물점 / 대구범어점 / 대구사월역점 / 대구수성1가점 / 대구수성3가점 / 대구수성4가점 / 대구수성못점 / 대구시지점 / 대구황금점 / 대구황금캐슬점 / 수성구청역점 / 대구대백점 / 대구동성로2가점 / 대구동성로점 / 대구로데오점 / 대구명덕역점 / 대구반월당점 / 대구본점 / 대구아카데미점 / 대구중앙로점 |
| 대전   | 송촌점 / 가오점 / 성남점 / 우송대점 / 대전복합터미널점 / 패션아일랜드대전점 / 한남대점 / 갤러리아타임월드점 / 가수원점 / 갈마점 / 관저네거리점 / 관저점 / 대전둔산로점 / 둔산점 / 목원대점 / 시청역점/ 용문역점 / 월평역점 / 월평점 / 은하수점 / 대전정부청사점 / 초록마을점 / 탄방점 / 홈플러스 대전둔산점 / 관평점 / 노은역점 / 반석점 / 상대점 / 대전신성점 / 유성온천역점 / 유성고속터미널점 / 전민점 / 죽동점 / 롯데마트 대덕점 / 충남대점 / 충남대정문점 / 홈플러스 유성점 / 대전목동점 / 은행동점 / 대전중앙점 / 대전중앙지하상가점 / 대전태평점 / 서대전네거리점 / 서대전역점 / 홈플러스 대전문화점 |
| 부산   | 명지국제신도시점 / 명지오션시티점 / 부산구서역점 / 부산대역2호점 / 부산대역점 / 부산대점 / 부산서동점 / 부산기장점 / 부산정관모점 / 부산정관점 / 경성대부경대역점 / 부경대점 / 부산W스퀘어점 / 부산대연역점 / 부산용호점 / 부산역사점 / 부산역점 / 부산진역점 / 현대백화점부산점 / 부산동래점 / 부산사직점 / 수안역점 / 온천장역점 / 부산당감점 / 부산양정점 / 서면1번가점 / 서면가야대로점 / 서면동천로점 / 서면부전중앙점 / 서면역사사점 / 서면중앙대로점 / 서면중앙점 / 홈플러스가야점 / 덕천중앙점 / 덕천점 / 부산덕천지하상가점 / 부산수정역점 / 부산화명점 / 경남정보대점 / 부산사상점 / 다대포항역점 / 부산괴정역점 / 부산다대포점 / 부산동아대점 / 부산동아대점 / 부산아트몰링점 / 부산장림점 / 부산하단점 / 하단중앙점 / 부산동대신점 / 광안리점 / 광안비치점 / 남천역점 / 부산광안역점 / 부산수영로점 / 부산수영점 / 부산거제점 / 부산교대역점 / 부산연산점 / 아울렛부산연산점 / 연산역점 / 연산토곡점 / 홈플러스연산점 / 광복타운점 / 남포2호점 / 롯데광복점 / 부산대청점 / 아울랫광복점 / 마린시티점 / 부산반여1동점 / 부산반여2동점 / 부산센텀점 / 부산장산역점 / 부산장신점 / 센텀중앙로점 / 센텀코아점 / 해운대 문화회관점 / 해운대비치점 / 해운대역점 / 해운대점 / 해운대중동점 / 홈플러스 해운대점 / 해운대 스펀지점 |
| 서울   | 가로수길점 / 가로수길중앙점 / 강남교보사거리점 / 강남구청역점 / 강남시티점 / 강남역센트럴점 / 강남역세무서점 / 강남우성점 / 강남중앙점 / 강남파이낸스점 / 남역삼점 / 대치역점 / 대치점 / 봉은사역점 / 삼성점 / 선릉2호점 / 선릉아이타워점 / 선릉역점 / 선릉타운점 / 선정릉역점 / 선정릉역(대체) / 세관사거리점 / 수서역점 / 신논현역점 / 신사점 / 압구정로데오점 / 압구정역점 / 압구정점 / 압구정타운점 / 양재스타클래스점 / 언주역점 / 역삼역점 / 역삼점 / 일원역점 / 청담사거리점 / 청담역점 / 코엑스몰점 / 터워팰리스점 / 포이사거리점 / 학동역점 / 한티역점 / 강동구청점 / 강일동점 / 고덕점 / 길동사거리점 / 길동역점 / 둔촌점 / 명일역점 / 상일동점 / 암사역점 / 천호엔터식스점 / 천호중앙점 / 천호현대점 / 티지에스플러스 / 미아사거리점 / 미아역점 / 미아점 / 수유점 / 수유중앙점 / NC강서점 / 가양역점 / 강서구청점 / 공항대로점 / 김포공항점 / 까치산역점 / 마곡나루역점 / 목동사거리점 / 발산역점 / 발산점 / 방화역점 / 송정역점 / 신방화역점 / 양천향교역점 / 염창역점 / 우장산역점 / 증미역점 / 홈플러스 가양점 / 홈플러스 강서점 / 화곡역점 / 관악로점 / 구로디지털단지역점 / 낙성대인헌점 / 낙성대점 / 녹두거리점 / 봉천역점 / 사당역점 / 서울대입구2호점 / 서울대입구역점 / 서울대입구점 / 서울대입구중앙점 / 신대방역점 / 신림남부순환로점 / 신림로점 / 신림역점 / 신림점 / 포도몰점 / 강변엔터식스점 / 강변역점 / 건대몰오브케어점 / 건대입구점 / 건대점 / 광나루역점 / 광장점 / 구의역점 / 군자역점 / 자양역점 / 스타시티점 / 아치산역점 / 올림픽대교북단점 / 중곡점 / 구로AK점 / 구로디지털점 / 구로에이스트윈점 / 구로역점 / 구로호텔점 / 구일역점 / 디큐브시티점 / 신도림점 / 신도림테크노마트점 / 오류동역점 / 천왕역점 / 가산더블유몰점 / 가산디지털단지역점 / 가산점 / 시흥사거리점 / 은행나무사거리점 / 현대아울렛가산점 / 홈플러스 금천점 / 홈플러스시흥점 / 광운대역점 / 노원공릉점 / 노원역사거리점 / 노원점 / 롯데마트 중계점 / 상계보람점 / 석계역점 / 은행사거리점 / 중계역점 / 홈플러스 중계점 / 덕성여대점 / 방학역점 / 쌍문역점 / 쌍문점 / 창동역점 / 창동점 / 홈플러스방학점 / 경희대점 / 서울시립대점 / 신설동역점 / 외대정문점 / 장안동사거리점 / 장한평역점 / 회기역점 / 회기역중앙점 / 휘경동점 / 남성역점 / 노량진삼거리점 / 노량진역점 / 대림성모점 / 보라매역점 / 보라매점 / 사당역지하상가점 / 사당점 / 상도역점 / 숭실대입구역점 / 숭실대점 / 신대방삼거리역점 / 장승배기역점 / 중앙대점 / 공덕역점 / 공덕파크팰리스점 / 대흥역점 / 동교동점 / 마포구청역점 / 마포도화점 / 마포역점 / 망원역점 / 상수역점 / 상암E&M점 / 상암MBC점 / 상암푸르지오시티점 / 서강대점 / 서교동점 / 신촌로터리점 / 애오개역점 / 합정교보점 / 합정메세나폴리스점 / 합정역점 / 합정카페거 점점홈 러스월드컵점 / 홍대입구역점 / 홍대정문점 / 홍대중앙점 / 가재울뉴타운점 / 명지대점 / 북가좌동점 / 신촌대로점 / 신촌명물거리점 / 신촌역점 / 신촌연세점 / 아현역점 / 연대점 / 연희점 / 이대점 / 이대중앙점 / 창천점 / 홍제역점 / NC강남점 / 강남본점 / 강남엔터식스점 / 강남역사거리점 / 교대점 / 남부터미널점 / 내방역점 / 방배역점 / 방배이수점 / 방배점 / 방배카페거리점 / 삼호가든사거리점 / 서래마을점 / 서초대로점 / 서초역점 / 서초유원점 / 서초타운점 / 센트럴시티점 / 신논현점 / 아크로비스타점 / 양재2호점 / 양재엘타워점 / 양재점 / 양재하나로클럽점 / 예술의전당점 / 오쇼핑점 / 증정사업장 / 금호점 / 답십리역점 / 롯데마트행당역점 / 상왕십리역점 / 성동성수점 / 성수역점 / 왕십리엔터식스점 / 한양대점 / 황학사거리점 / 길음역점 / 길음점 / 돈암점 / 돈암중앙점 / 동덕여대점 / 성신여대입구역점 / 안암점 / 정릉점 / 종암점 / 하월곡점 / 한성대역점 / 홈플러스월곡점 / NC송파점 / 가락시장역점 / 개롱역점 / 거여역점 / 롯데마트 솔파점 / 롯데마트 잠실점 / 롯데월드점 / 방이시장점 / 방이역점 / 배명사거리점 / 석촌역점 / 송파구청점 / 송파아이파크점 / 신천2호점 / 신천점 / 올림픽아파트점 / 위례아이파크점 / 잠실역8호선점 / 잠실점 / 잠실학원사거리점 / 장지역점 / 홈플러스 잠실점 / 등촌점 / 목동역점 / 목동점 / 신정네거리역점 / 신정이펜하우스점 / 신정점 / 양천구청점 / 양천신월점 / 오목교역점 / 오목교점 / 국회의사당역점 / 당산역점 / 대방역점 / 동여의도점 / 문래점 / 서여의도점 / 선유도역점 / 신길점 / 씨지브이여의도점 / 여의도역점 / 영등포역남부점 / 영등포역사점 / 올리브마켓여의도IFC점 / 타임스퀘어신세계점 / 타임스퀘어아트리움점 / 홈플러스 영등포점 / HDC신라면세점 / 동부이촌점 / 서울드래곤시티점 / 서울타워점 / 숙대입구역점 / 숙대점 / 순천향입구점 / 신용산역점 / 아이파크몰점 / 용산리첸시아점 / 이태원입구점 / 이태원점 / 트윈시티점 / 한남동점 / NC불광점 / 구산역점 / 구파발역점 / 불광역점 / 연신내로대오점 / 연신내범서점 / 연신내점 / 은평구청점 / 응암역점 / 응암오거리점 / 응암점 / 그랑서울점 / 대학로점 / 대학로중앙점 / 독립문점 / 동묘앞역점 / 삼청동점 / 성균관대점 / 세종로점 / 안국점 / 종각점 / 종로1가점 / 종로2가점 / 종로YBM점 / 종로점 / 종로평창점 / 혜화역점 / 홍대대학로점 / 군포행사장 / 대한통운본사점 / 동대문역사문화공원역점 / 두타점 / 롯데피트인동대문점 / 만리동점 / 명동본점 / 명동역2호점 / 명동역점 / 명동중앙점 / 서울스퀘어점 / 소공점 / 순화동점 / 시청역점 / 신당역점 / 신라장충점_페이스헤일로 / 씨제이남산더센터점 / 약수역점 / 을지로입구역점 / 정동점 / 제일제당센터점 / 청구역점 / 충무로역점 / 태평로1가점 / 투썸올리브영본점 / 투썸을지로입구점 / 사가정역점 / 상봉듀오트리스점 / 상봉역점 / 신내점 / 중랑점 / 중화역점 / 홈플러스 신내점 |
| 세종   | AK세종점 / 세종대평점 / 세종도담점 / 세종몰리브점 / 새종새롬점 / 세종소담점 / 세종아름점 / 세종첫마을점 / 조치원점 / 홈플러스세종점 |
| 울산   | 울산공업탑점 / 울산대로점 / 울산대점 / 울산삼산점 / 울산업스퀘어점 / 울산옥동점 / 울산터미널점 / 홈플러스울산남구점 / 울산남목점 / 울산테라스파크점 / 울산상안점 / 울산호계점 / 울산화봉점 / 울산구영점 / 울산언양점 / 울산병영점 / 울산성남점 / 홈플러스울산점 / 울산 신정점 / 울산 온산점 / 현대백화점 울산 동구점 / 울산 신선도원점 |
| 인천   | 인천강화점 / 계산삼거리점 / 계산역점 / 계양구청점 / 계양점 / 롯데마트 계양점 / 임학역점 / 작전점 / 홈플러스작전점 / 인하대점 / 주안역점 / 홈플러스인하점 / 간석역점 / 구월아시아드점 / 만수향촌점 / 씨지브이인천점/ 인천구월로데오점 / 인천구월중앙점 / 인천길병원점 / 인천논현역점 / 인천라피에스타점 / 인천만수점 / 인천모래내점 / 인천서창점 / 홈플러스 간석점 / 홈플러스 인천논현점 / 2001아울렛부평점 / 동암역점 / 롯데마트 부평점 / 롯데마트 삼산점 / 부평대로점 / 부평북부점 / 부평삼산점 / 부평아이즈빌점 / 부평역남부점 / 부평역점 / 부평점 / 검단사거리점 / 검단신도시점 / 인천가좌점 / 인천검암점 / 인천서구청점 / 인천석남점 / 인천신현점 / 인천원당점 / 인천청라점 / 청라스퀘어세븐점 / 청라커낼에비뉴점 / 청라타워돔점 / 홈플러스 가좌점 / 홈플러스 인천청라점 / 송도글로벌점 / 송도 센트럴파크점 / 송도점 / 송도트리플스트리트점 / 연수구청점 / 인천스퀘어원점 / 인천연수점 / 현대프리미엄아울렛송도점 / 홈플러스송도점 / 송도신도시점 / 영종하늘도시점 / 공항교통센터점 / 인천공항제1여객터미널점 / 인천공항제2여객터미널점 / 인천국제공항점 / 인천신포점 / 교보문고점 |
| 전남   | 광양LF스퀘어점 / 광양중마점 / 물오브광양점 / 홈플러스광양점 / 나주빛가람점 / 나주터미널점 / 나주혁신도시점 / 목포북항점 / 목포역점 / 목포옥암점 / 목포용해점 / 목포터미널점 / 목포평화광장점 / 목포하당점 / 남악신도시점 / 남악전남도청점 / 순천신대지구점 / 순천연향점 / 순천오천지구점 / 순천조례중앙점 / 순천중앙점 / 순천호수공원점 / 홈플러스순천점 / 홈플러스순천풍덕점 / 여서교동점 / 여수여서점 / 여수여천점 / 여수웅천점 / 여수해양공원점 / 전남영광점 / 전남해남점 / 화순점 |
| 전북   | 군산나운점 / 군산대점 / 군산수송점 / 군산신송사거리점 / 전북김제점 / 전북부안점 / 남원도통점 / 남원하정점 / 전북완주점 / 전주혁신도시점 / 원광대점 / 익산모현점 / 익산영등점 / 익산고현로점 / 익산부송점 / 씨지브이전주효자점 / 아울렛진주중앙점 / 올리브영 전주 / 전북대점 / 전주대점 / 전주삼천점 / 전주서부센터점 / 전부서부신시가지점 / 전주서부효자점 / 전주서신점 / 전주송천점 / 전주안골사거리점 / 전주에코시티점 / 전주엔씨웨이브점 / 전주인후점 / 전주중앙점 / 전주중화산점 / 전주터미널점 / 전주평화점 / 전주한옥마을점 / 홈플러스전주효자점 / 정읍상동점 / 정읍수성점 / |
| 제주   | 서귀포강정지구점 / 서귀포광장점 / 제주서귀포점 / 제주중문점 / 제주국제공항점 / 제주노형점 / 제주대학병원점 / 제주동문시장점 / 제주삼화점 / 제주시청점 / 제주연동점 / 제주외도점 / 제주월랑로점 / 제주이도점 / 제주중앙지하상가점 / 제주탑동점 / 제주하귀점 / 제주한라병원점 / 제주함덕점 |
| 충남   | 계룡점 / 공주대점 / 공주중동점 / 논산반월점 / 당진문예의전당점 / 당진시곡점 / 당진점 / 보령동대점 / 부여점 / 서산터미널점 / 서산호수공원점 / 아산배방점 / 아산삼성1캠퍼스점 / 아산삼성2캠퍼스점 / 안산용화점 / 아산점 / 아산지중해마을점 / 아산터미널점 / 아산테크노밸리점 / 충남예산점 / 단국대학교천안점 / 씨지브이천안펜타포트점 / 천안나사렛점 / 천안두정대림점 / 천안두정역점 / 천안두정점 / 천안모다아울렛점 / 천안백석점 / 천안불당동점 / 천안불당카페거리점 / 천안성정점 / 천안신불당점 / 천안쌍용광명점 / 천안쌍용점 / 천안아라리오점 / 천안야우라점 / 천안직산점 / 천안청수점 / 천안터미널점 / 홈플러스천안신방점 / 충남태안점 / 홍성내포점 / 홍성점 |
| 충북   | 충북영동점 / 옥천점 / 음성금왕점 / 충북혁신도시점 / 제천점 / 제천하소점 / 증평점 / 블로썸캠퍼스진천점 / 충북진천점 / 오창점 / 청주가경점 / 청주금천점 / 청주나보나스퀘어점 / 청주대점 / 청주분평점 / 청주사창사거리점 / 청주산남점 / 청주서문점 / 청주성안길점 / 청주신봉네거리점 / 청주오송점 / 청주오창산단점 / 청주용암점 / 청주율량점 / 청주지웰점 / 청주터미널중앙점 / 청주하복대점 / 충북대점 / 홈플러스오창점 / 홈플러스청주점 / 시충주점 / 충주연수점 / 충주점 / 충주터미널점 / 충주호암점 |

### 과거
| 지역명 | 해당 지역 점포명 |
| 강원   | |
| 경기   | 부곡반품센터 / 태평역점 / 씨지브이평촌점 / 씨지브이일산점 / 홈플러스 안산점 / 씨지브이동수원점 |
| 경남   | 롯데마트거제옥포점 |
| 경북   | 영남대점 |
| 광주   | 상무타임스퀘어점 |
| 대구   | 대구로데오2호점 / 대구스타디움몰점 / 영남대병원점 |
| 대전   | 대전시청역점 |
| 부산   | 서면부전점 |
| 서울   | 논현역점 / 압구정로데오2호점 / 강남대로점 / 홍익대점 / 홍대와이즈파크점 / 잠실현대타워점 / 여의도전경련회관점 / 종로광교점 / 남산사옥점 / 서소문점 / 홈플러스목동점 / 씨지브이상암점 / 숭례문점 / 응암점 / 광화문역점 / 충무로2호점 / 충무로점 / 금천시흥점 / 낙성대2호점 / 동대문역점 |
| 울산   | |
| 인천   | 인천구월점 / 아울렛 인천구월로데오점 |
| 전남   | |
| 전북   | |
| 제주   | |
| 충남   | 아산삼성아름타운점 |
| 충북   | 청주터미널점 |

## 기타
- 1970년대 후반부터 사용된 밀알복지재단 로고와 1999년부터 사용한 올리브영 로고가 매우 흡사하다.